# Нюдя-Тинъяха
Нюдя-Тинъяха (устар. Нюдя-Тин-Яха, Нюдятинъяха) — река в Ямальском районе Ямало-Ненецкого АО. Устье реки находится в 17 км по левому берегу реки Вода-Яха. Длина реки 29 км.

## Данные водного реестра
По данным государственного водного реестра России относится к Нижнеобскому бассейновому округу, водохозяйственный участок реки — Обь от города Салехард и до устья, речной подбассейн реки — бассейны притоков Оби ниже впадения Северной Сосьвы. Речной бассейн реки — (Нижняя) Обь от впадения Иртыша.